# Relació de rebuig de la font d'alimentació
En sistemes electrònics, la relació de rebuig de la font d'alimentació (PSRR), també la relació de rebuig de la tensió de subministrament (kSVR; SVR), és un terme àmpliament utilitzat per descriure la capacitat d'un circuit electrònic per suprimir qualsevol variació de la font d'alimentació al seu senyal de sortida.
En les especificacions dels amplificadors operacionals, el PSRR es defineix com la relació entre el canvi de tensió d'alimentació i la tensió de sortida equivalent (diferencial) que produeix, sovint expressada en decibels. Un amplificador operacional ideal tindria un PSRR infinit, ja que el dispositiu no hauria de tenir cap canvi en la tensió de sortida amb cap canvi en la tensió d'alimentació. La tensió de sortida dependrà del circuit de retroalimentació, com és el cas de les tensions de compensació d'entrada regulars. Però les proves no es limiten a DC (freqüència zero); sovint un amplificador operacional també tindrà el seu PSRR donat a diverses freqüències (en aquest cas la relació és una de les amplituds RMS d'ones sinusoïdals presents a una font d'alimentació en comparació amb la sortida, tenint en compte el guany). L'oscil·lació no desitjada, inclosa la navegació a motor, es pot produir quan una etapa d'amplificació és massa sensible als senyals alimentats a través de la font d'alimentació des d'una etapa posterior de l'amplificador de potència.
Alguns fabricants especifiquen PSRR en termes de la tensió de compensació que provoca a les entrades dels amplificadors; altres ho especifiquen en termes de sortida; no hi ha cap estàndard del sector per a aquest problema. La fórmula següent assumeix que s'especifica en termes d'entrada:
{\displaystyle {\text{PSRR}}[{\text{dB}}]=10\log _{10}\left({\frac {\Delta {V_{\text{supply}}}^{2}{A_{v}}^{2}}{\Delta {V_{\text{out}}}^{2}}}\right){\text{dB}}}
on {\textstyle A_{v}} és el guany de tensió.
Per exemple: un amplificador amb un PSRR de 100 dB en un circuit per donar 40 dB de guany en llaç tancat, permetria aproximadament 1 mil·livolts de ondulació de la font d'alimentació que s'ha de superposar a la sortida per cada 1 volt de ondulació al subministrament. Això és perquè
{\displaystyle 100\ {\text{dB}}-40\ {\text{dB}}=60\ {\text{dB}}}
I com que són 60 dB de rebuig, el signe és negatiu, de manera que:
{\displaystyle 1\ {\text{V}}\cdot 10^{\frac {-60}{20}}=0.001\ {\text{V}}=1\ {\text{mV}}}
Nota:
- El PSRR no té necessàriament els mateixos pols que A(s), el guany de bucle obert de l'amplificador operatiu, però generalment també tendeix a empitjorar amb l'augment de la freqüència (p. ex. {{format ref}} http://focus.ti.com/lit/ ds/symlink/opa2277.pdf ).
- Per als amplificadors amb fonts d'alimentació tant positives com negatives (respecte a la terra, com solen tenir els amplificadors operacionals), el PSRR per a cada voltatge d'alimentació es pot especificar per separat (de vegades escrit: PSRR+ i PSRR−), però normalment el PSRR es prova amb senyals de polaritat oposada aplicats als dos carrils de subministrament alhora (en cas contrari, la relació de rebuig en mode comú (CMRR) afectarà la mesura del PSRR).
- Per als reguladors de tensió, el PSRR es cita ocasionalment (de manera confusa; per referir-se a les relacions de canvi de voltatge de sortida ), però sovint el concepte es transfereix a altres termes relacionats amb els canvis en la tensió de sortida a l'entrada: rebuig de ondulació (RR) per a baixes freqüències, resposta transitòria de línia per a altes freqüències i regulació de línia per a CC.[4]